# 卡茨波冰川
卡茨波冰川（英語：Catspaw Glacier），是南極洲的冰川，位於維多利亞地，處於斯托金冰川以西，流經泰勒冰川以北，由英國探險隊命名，現時由南極條約體系管理。